# Nedoharky (obwód połtawski)
Nedoharky (ukr. Недогарки) – wieś na Ukrainie, w obwodzie połtawskim, w rejonie krzemieńczuckim, w hromadzie Piszczane. W 2001 liczyła 1738 mieszkańców, spośród których 1705 wskazało jako ojczysty język ukraiński, a 30 rosyjski, 2 mołdawski, a 1 inny.